# Bolt (entreprise)
Pour les articles homonymes, voir Bolt.
Bolt, anciennement Taxify ou Txfy, est une multinationale estonienne spécialisée dans la mobilité partagée ainsi que la livraison à domicile de repas avec Bolt Food. L'entreprise développe et gère l'application mobile Bolt, qui permet à quiconque de commander un chauffeur depuis son smartphone, ainsi que de trouver des trottinettes électriques en libre-service.

## Histoire
Bolt, anciennement Taxify, est fondée par Markus Villig (alors âgé de 19 ans, étudiant à l'Université de Tartu) en 2013. Le service est lancé en août 2013 et commence son expansion à l'international en 2014.
En 2017, Didi Chuxing conclut un accord avec Taxify, lui permettant ainsi de toucher le marché européen et certains pays africains.
Bolt lance sa plateforme à Paris puis à Lisbonne en 2017. En septembre 2018, Bolt annonce le lancement d'un service de trottinettes en libre service à Paris.
En juin 2019, Bolt s’installe à Londres avec 20 000 chauffeurs inscrits sur la plateforme.
En août 2019, Bolt confirme son lancement dans la livraison de repas à domicile sous la marque Bolt Food.
En 2022, Bolt permet à ses utilisateurs de commander des taxis (et non plus seulement des VTC du réseau).

## Activités
En décembre 2019, Bolt opère dans plus de 150 villes dans 35 pays en Europe, Afrique, Afrique du Nord, Asie occidentale et Amérique du Nord.
Bolt vise une réduction de ses émissions de CO2 de 5 millions de tonnes d'ici à 2025 notamment en électrifiant davantage le parc automobile de ses conducteurs VTC.
Fin 2024, en région Rhône-Alpes en France, l'application lance le service “Bolt Ski”, limité dans le temps et permettant de réserver des trajets vers des stations de ski de la région.
En 2024, l'entreprise compte 200 millions d'utilisateurs en Europe et en Afrique.